# Aféra Ibiza
Aféra Ibiza (také známá jako Ibiza-gate) je politický skandál, ke kterému došlo v květnu 2019 v Rakousku. Vedla k pádu první vlády Sebastiana Kurze a k předčasným parlamentním volbám.

## Pozadí aféry
V roce 2017 proběhly v Rakousku parlamentní volby, ve kterých zvítězila ÖVP Sebastiana Kurze. Na základě povolebních vyjednávání vytvořila koaliční vládu s FPÖ.

## Průběh
17. května 2019 informovaly noviny Süddeutsche Zeitung a Der Spiegel o nahrávce, kterou anonymně obdržely několik dní předtím. Tato tajně pořízená nahrávka zachycuje setkání šéfa FPÖ Heinze-Christiana Stracheho a jeho důvěrníka Johanna Gudenuse s údajnou neteří jistého ruského oligarchy, které proběhlo v červenci 2017 na španělském ostrově Ibiza. Z videa vyplývá, že Strache nabízel veřejné zakázky rodině údajného ruského oligarchy, pokud jeho straně dopomůže k volebnímu úspěchu a FPÖ se dostane k vládní odpovědnosti. Mluvilo se také o možnosti, že by bohatí Rusové koupili nejčtenější deník v zemi, bulvární list Neue Kronenzeitung, který by pak výrazně změnil zpravodajství ve prospěch Svobodných a mohl jim tak zajistit vítězství při nejbližších parlamentních volbách.
Oba rakouští politici podle německého časopisu na dotaz připustili, že se setkání ve vile na Ibize uskutečnilo. Strache v písemné odpovědi napsal, že šlo ale o „čistě soukromé“ setkání v „uvolněné, nenucené, dovolenkové náladě ovlivněné alkoholem“. Zveřejnění videa krátce před evropskými volbami Strache označil za cílený útok na vládu země, na její suverenitu a na právní stát.
18. května 2019 ohlásil Heinz-Christian Strache rezignaci na své funkce ve vládě a Sebastian Kurz vypověděl koaliční smlouvu s FPÖ. Do čela FPÖ byl zvolen Norbert Hofer.
20. května došlo k odvolání Herberta Kickla z FPÖ, který by jinak jako ministr vnitra vedl vyšetřování celé aféry. V reakci na jeho odvolání rezignovali i zbývající ministři za FPÖ, které ve vládě dočasně nahradili nestraničtí experti. Do čela této poloúřednické vlády byl po vyjádření nedůvěry Kurzovi jmenován Hartwig Löger, dosavadní ministr financí.
V německých i rakouských médiích se objevovaly spekulace o tom, že natočení videa má na svědomí německý satirik Jan Böhmermann, který už v dubnu hovořil o některých detailech ze schůzky. 24. května 2019 se k nahrávce přihlásil vídeňský právník Ramin Mirfakhrai.
3. června 2019 jmenoval prezident van der Bellen dočasnou úřednickou vládu kancléřky Brigitte Bierleinové.
Následné předčasné volby proběhly 29. září 2019. V prosinci 2019 byl pak Heinz-Christian Strache vyloučen z FPÖ.

## Popularita „We’re Going to Ibiza“
Aféra Ibiza vyvolala v Rakousku zájem o píseň „We’re Going to Ibiza“ z roku 1999 od nizozemské skupiny Vengaboys, která se v Rakousku stala nejvíce stahovanou písní na službě iTunes. Skupina Vengaboys této popularity využila a na konci května uspořádala koncert ve Vídni.